# Kaiu
Kaiu (tyska: Kay) är en småköping (estniska: alevik) i Rapla kommun i landskapet Raplamaa i norra Estland. Orten ligger söder om Riksväg14, nära vattendraget Keila jõgi.
I kyrkligt hänseende hör orten till Juuru församling inom den Estniska evangelisk-lutherska kyrkan.
Orten var innan kommunreformen 2017 centralort i den tidigare kommunen Kaiu.